# Тоннель имени Сталина
Тонне́ль и́мени Ста́лина (официально Владивостокский тоннель) — однопутный железнодорожный тоннель во Владивостоке, проложенный под горой Шошина. Связывает долину Первой Речки с районом Минного городка и Луговой улицей.
Расположен между платформами «Третья Рабочая» и «Луговая». Имеет статус стратегического объекта, а также памятника истории и архитектуры краевого значения. Находится под охраной воинской части внутренних войск МВД.
Через тоннель проходят пассажирские электропоезда в направлении станции мыс Чуркин, ведутся грузовые перевозки в порты на полуострове Голдобина. До перевода Владивостокской ТЭЦ-2 на газ, по этому же тоннелю перевозился уголь для станции.

## Название
Официальное наименование объекта в юридических документах эксплуатанта: «Владивостокский тоннель Дальневосточной железной дороги».
Распространённое в СМИ название «Тоннель имени Сталина», предположительно, основано на надписи над порталом тоннеля: «Тоннель имени тов. Сталина». Надпись была сделана при строительстве тоннеля и сбита в 1959 году после развенчания культа личности Сталина, перед приездом Никиты Хрущёва во Владивосток. Во время ремонта в 2019 году надпись была восстановлена как часть исторического наследия.

## История

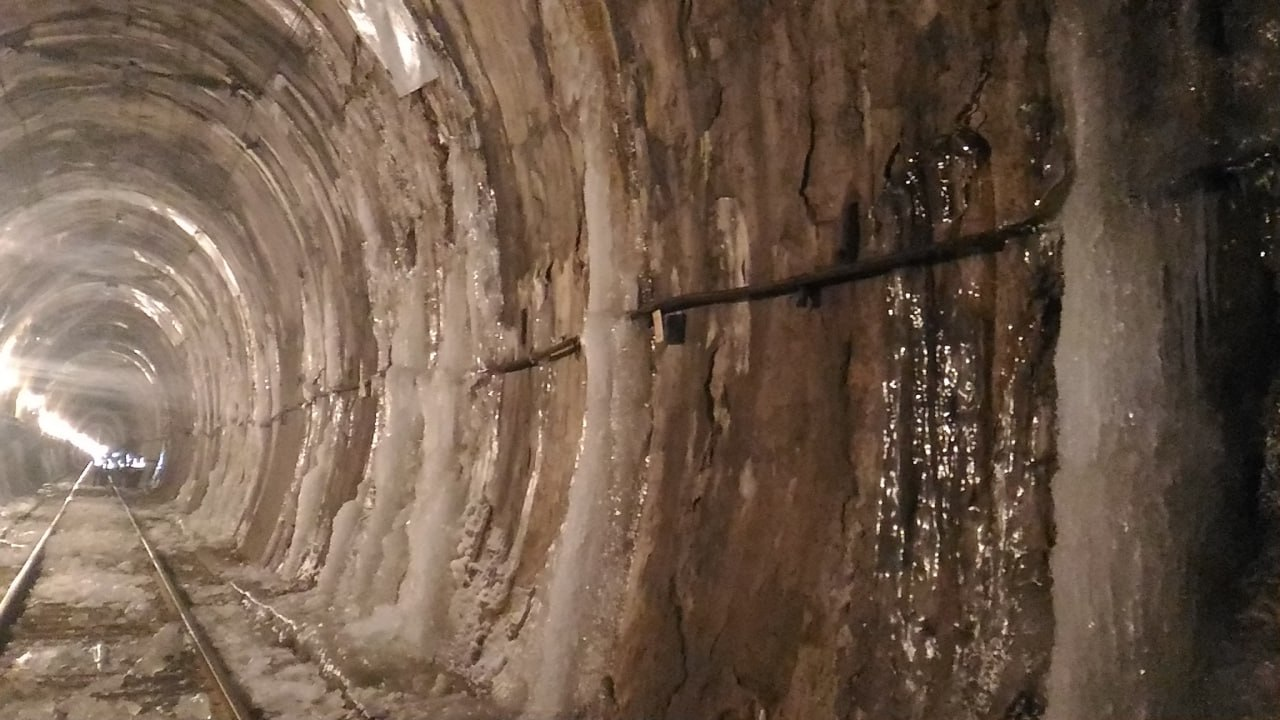
Вид тоннеля до реконструкции. Видны замёрзшие грунтовые воды, протёкшие на стены тоннеля

Впервые вопрос строительства тоннеля возник в Русско-японскую войну 1904—1905 годов. Строительство тоннеля было обусловлено необходимостью соединения Первой речки железнодорожной веткой с южным берегом Золотого Рога и бухтой Улисс, с целью прикрытия Владивостока со стороны Уссурийского залива.
13 декабря 1912 года утверждён проект железнодорожной ветки от станции «Первая Речка» до станции «Гнилой угол», со строительством тоннеля длиной 600 саженей. Строительство началось в мае 1914 года. Предполагалось, что пробивка направляющего хода должна была быть закончена не позднее 1 октября 1915 года. Полностью тоннель должен был быть сдан в эксплуатацию к 1 мая 1916 года, однако в связи с начавшейся мировой войной в 1916 строительство было остановлено. На момент остановки строительства было пройдено только 90 метров тоннеля.
К вопросу возобновления строительства вернулись только в 1931 году, когда стала возрастать угроза вторжения Японии. К концу 1933 года строительство было продолжено, на сооружении тоннеля работали вольнонаёмные рабочие, в основном — из шахтёрских посёлков Сучан, Тетюхе и Артём. В 1934 году для ускорения строительства на помощь рабочим был брошен личный состав воинских частей, и в 1935 году, в торжественной обстановке, тоннель был сдан в эксплуатацию.
Изначально тоннель строился для маскировки и переброски бронепоездов и тяжёлых артиллерийских установок в бухту Улисс в случае нападения противника. Начиная с 1951 года по нему начали курсировать составы с грузами с причалов портов, расположенных на Мысе Чуркина, а после электрификации участка в 1960-х годах открылось пригородное пассажирское сообщение. Сооружение не предполагалось эксплуатировать как обычный железнодорожный тоннель, поэтому многие обустройства не были заложены в его проект.

## Реконструкция
Весной 2016 года началась реконструкция тоннеля.
Пассажирское движение электропоездов было временно прекращено; контактная сеть была демонтирована. Эпизодически проходили грузовые составы на тепловозной тяге.
21 июня 2019 завершена реставрация железнодорожного тоннеля. При этом возобновилось движение городской электрички, связывающей центр Владивостока с южным Первомайским районом.

## Галерея

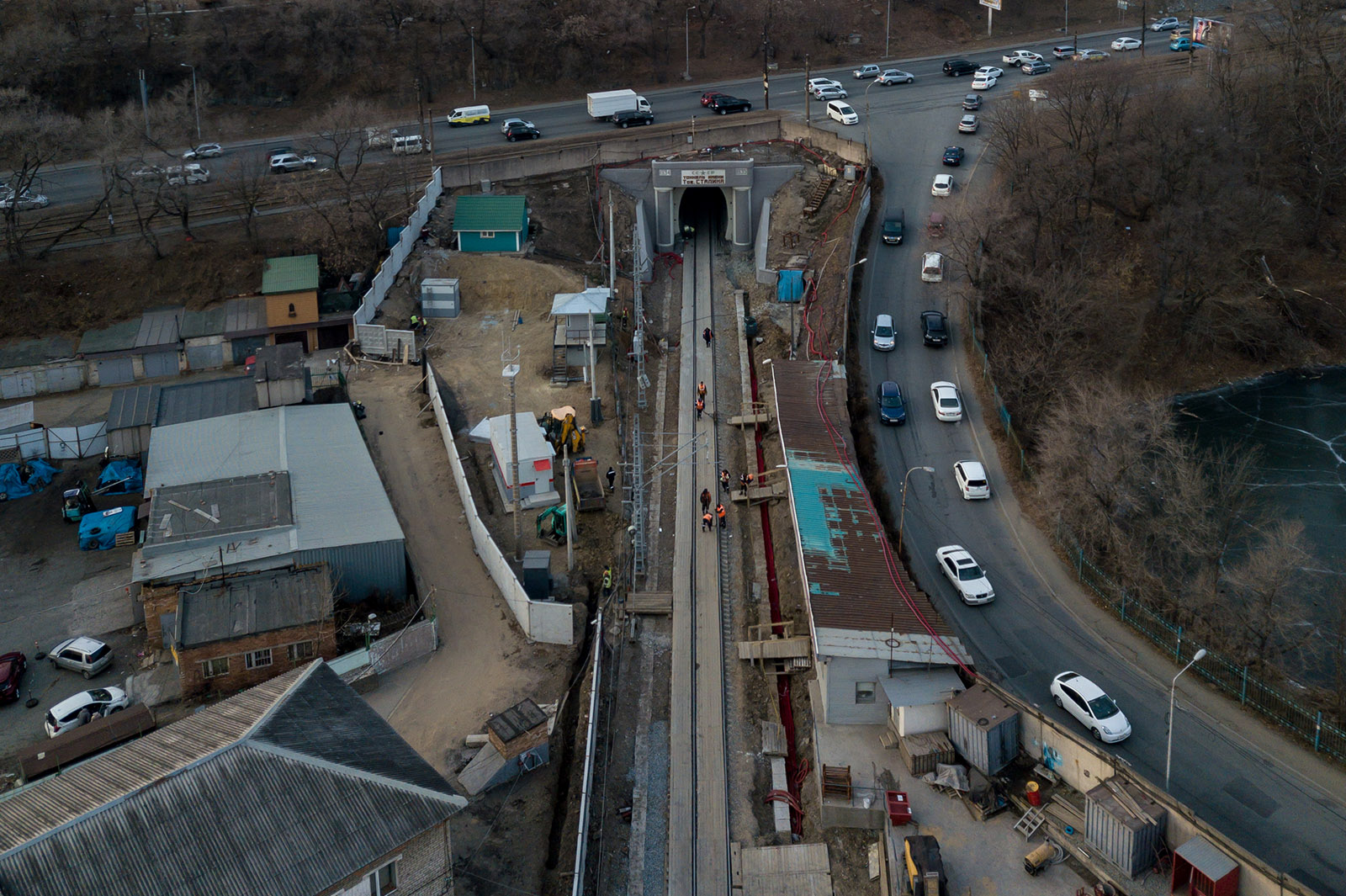
Вид на портал тоннеля сверху
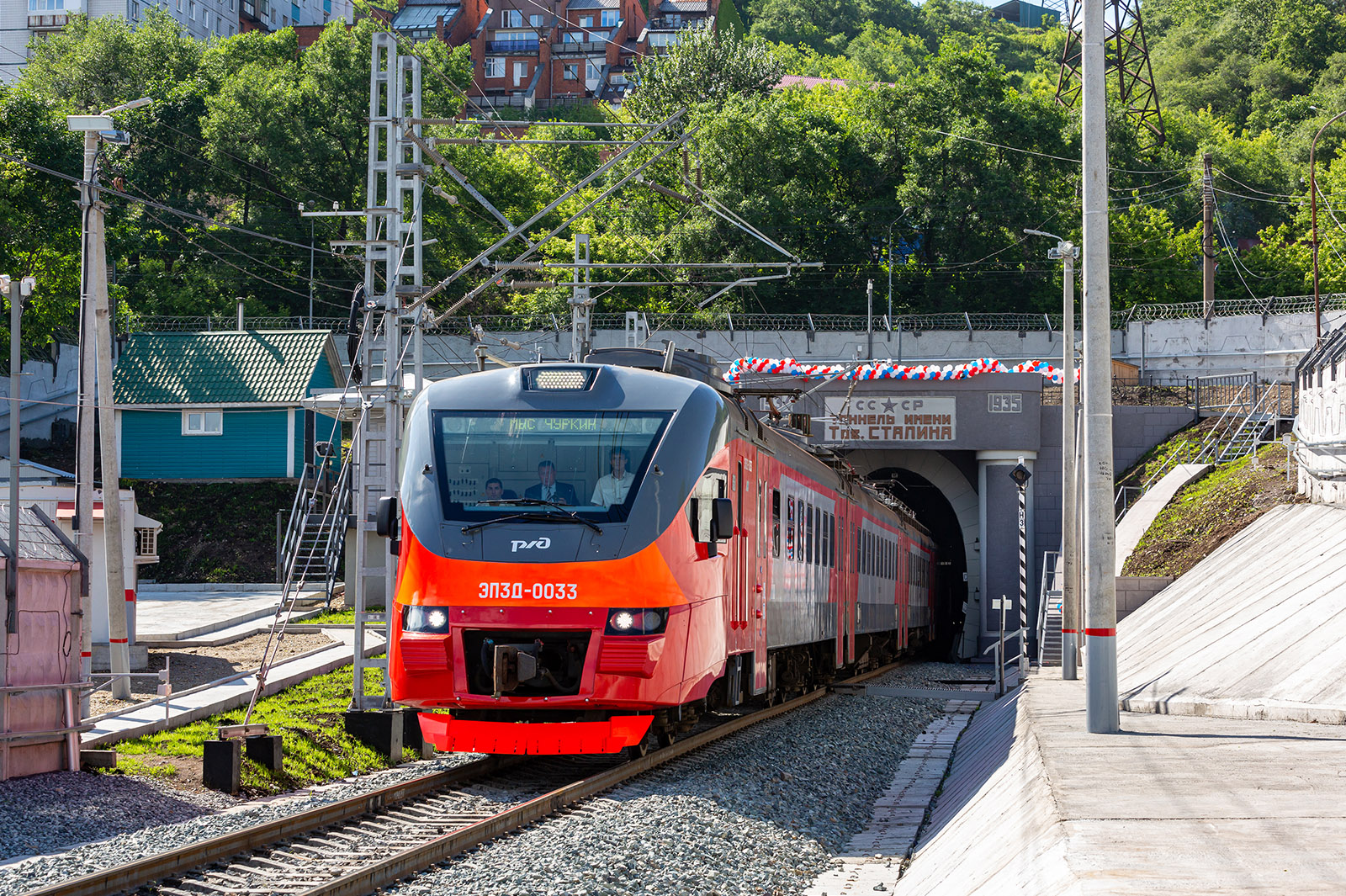
Электропоезд ЭП3Д на выезде из тоннеля
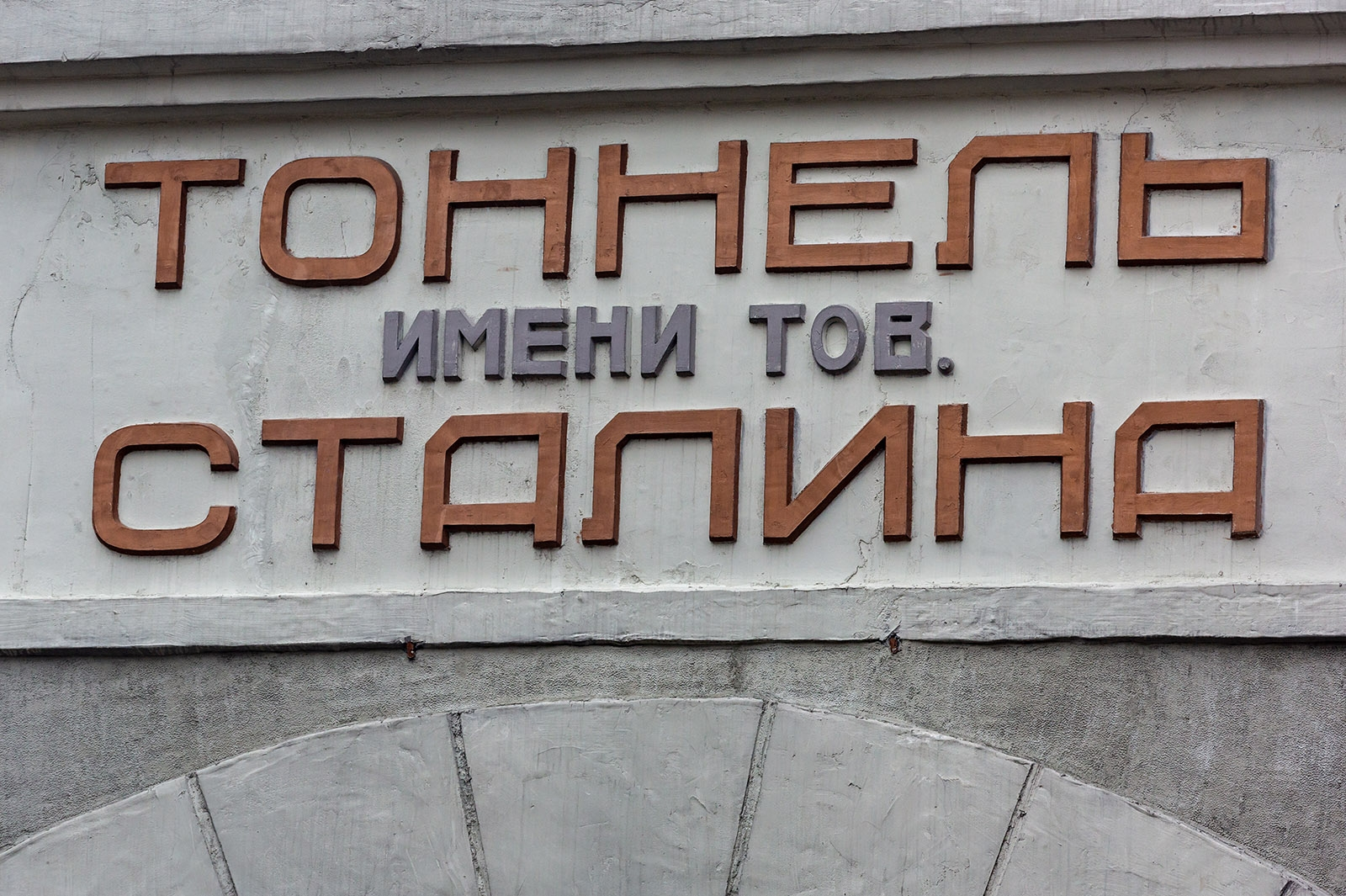
Надпись с названием тоннеля над въездным порталом
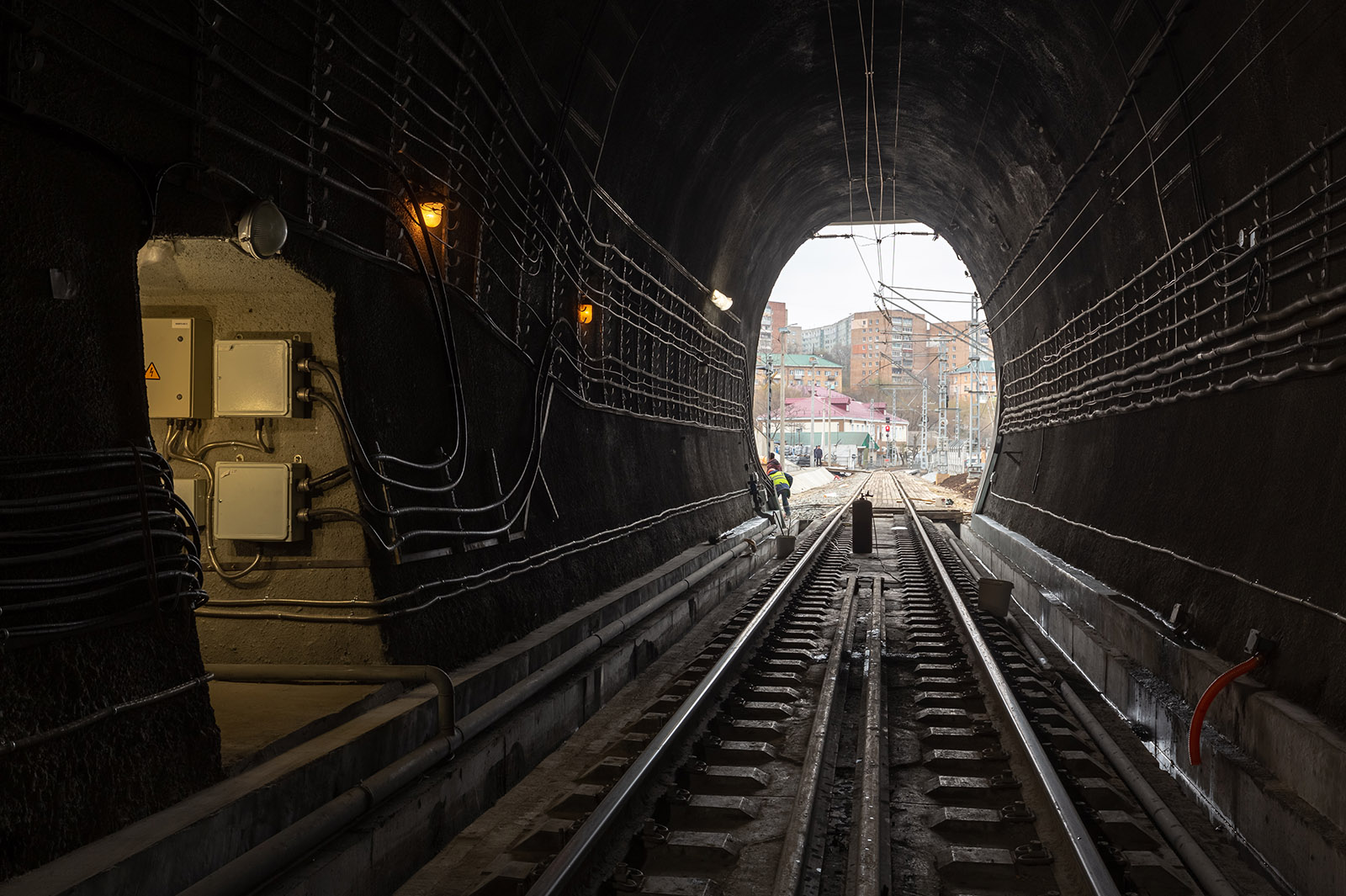
Вид на портал тоннеля изнутри
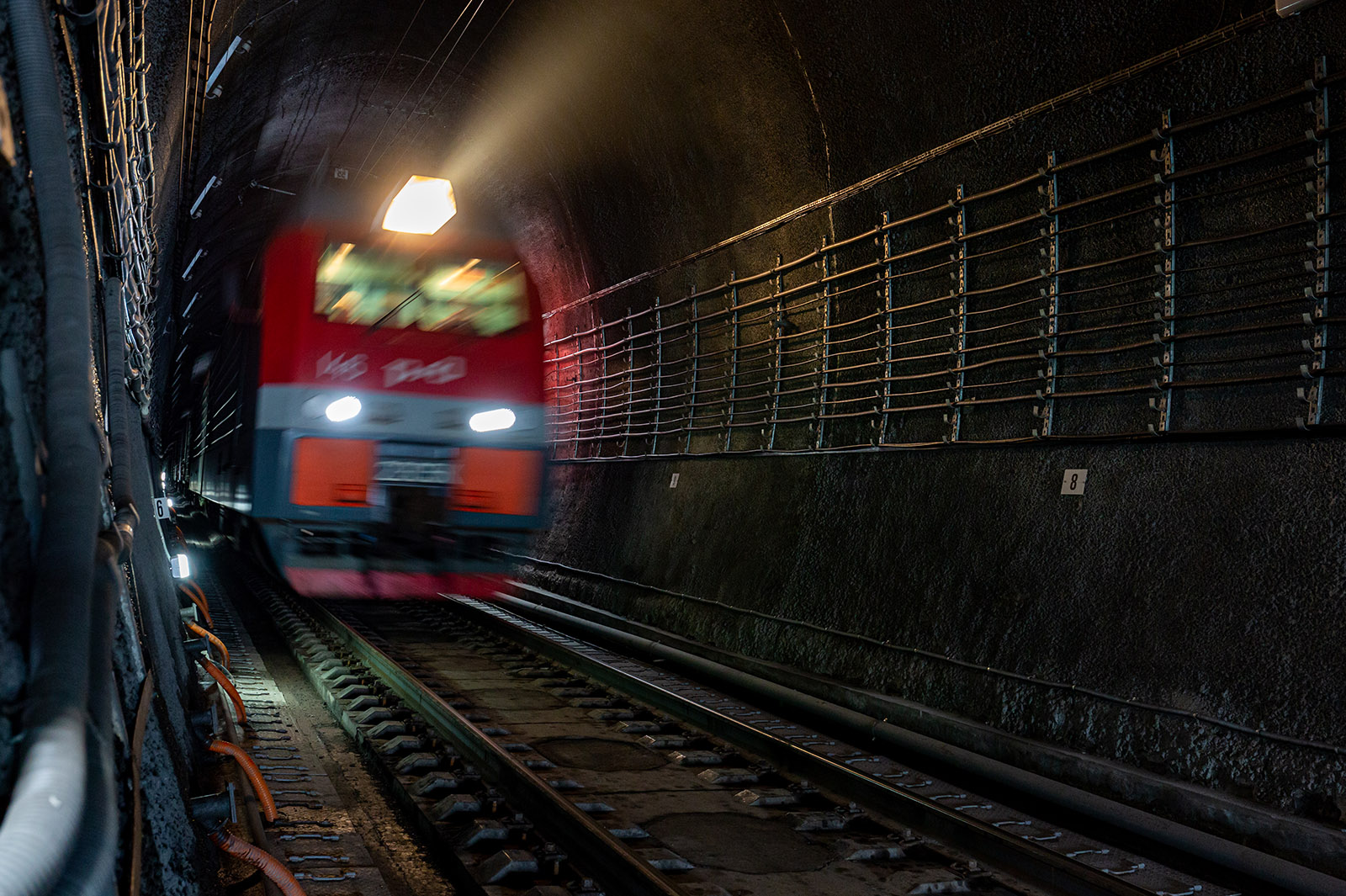
Электровоз 2ЭС5К в тоннеле
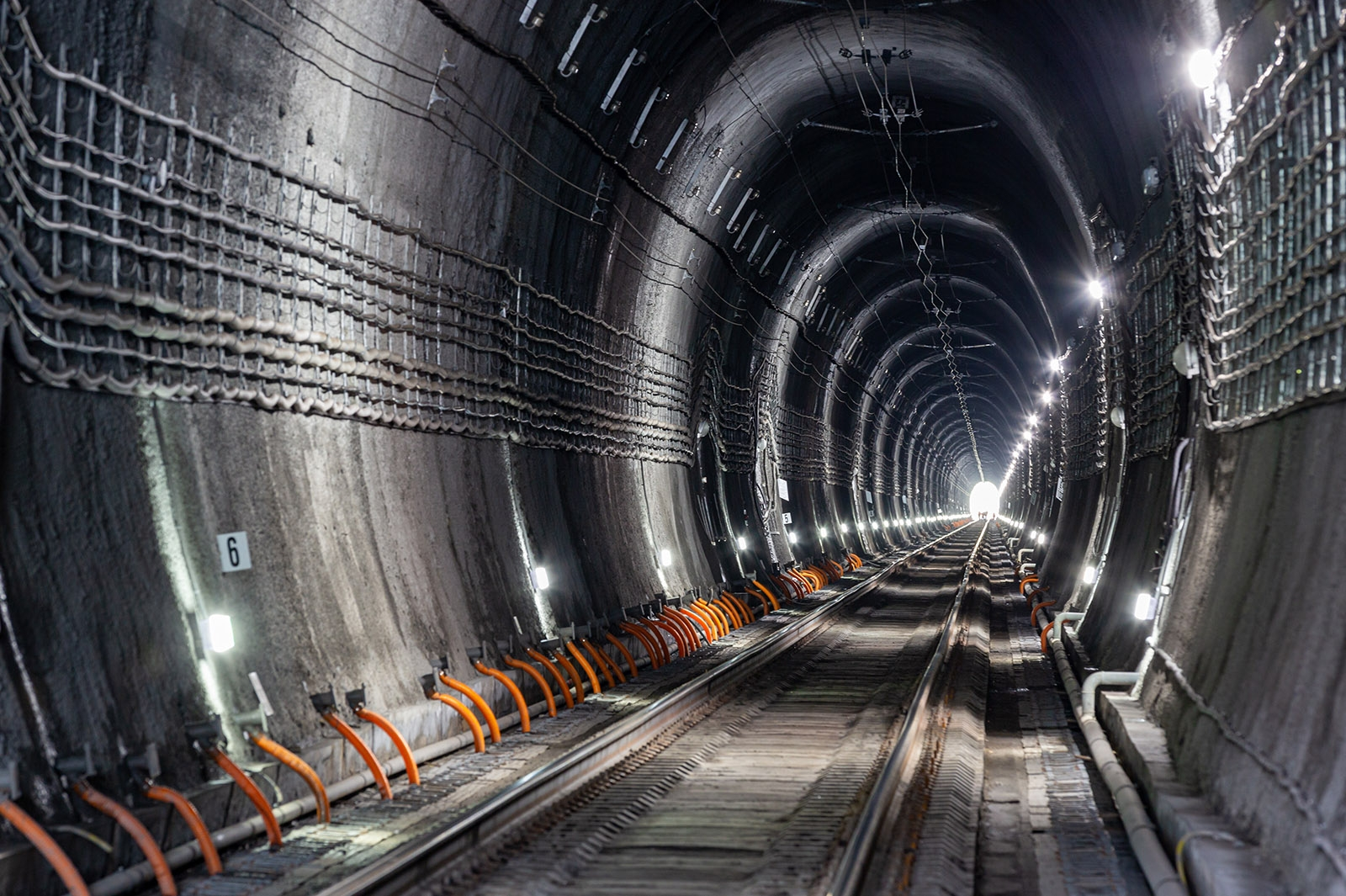
Вид тоннеля изнутри